# Tachytrechus petraeus
Tachytrechus petraeus är en tvåvingeart som beskrevs av Friedrich Hermann Loew 1871. Tachytrechus petraeus ingår i släktet Tachytrechus och familjen styltflugor. Inga underarter finns listade i Catalogue of Life.